# Yedi Kocalı Hürmüz
Yedi Kocalı Hürmüz (türkisch für „Hürmüz mit den sieben Ehemännern“) ist eine 1963 vom türkischen Autor Sadık Şendil geschriebene musikalische Komödie mit Elementen des Orta Oyunu und Vaudeville.

## Handlung
Das Stück spielt Ende des 19. Jahrhunderts im Osmanischen Reich. Die attraktive, junge und kluge Hürmüz lebt im Fatiher Viertel Taşkasap und hat wirtschaftliche Schwierigkeiten. Um ihren Lebensunterhalt zu bestreiten, heiratet sie daher – ohne rechtliche Bindung – sechs naive Männer, die sie finanzieren und verschiedenen Berufen (Barbier, Gauner, Kapitän, Nachtwächter, Soldat und Wollkämmler) nachgehen. Den Spagat zwischen ihren Ehemännern meistert Hürmüz, indem sie jedem einzelnen einen bestimmten Wochentag zuweist, an dem sie ihn zu Besuch empfängt. Als sie sich eines Tages in den Arzt verliebt, den sie im Barbierladen eines ihrer Männer sieht, täuscht sie eine Erkrankung vor. Der herbeigerufene Arzt wird von ihr erfolgreich bezirzt und verfällt ihr. Nach Überwindung aller Hindernisse heiraten die beiden schließlich.

## Verfilmungen
Yedi Kocalı Hürmüz wurde erstmals 1963 vom Regisseur Yılmaz Atadeniz mit Suna Pekuysal in der Hauptrolle verfilmt. Acht Jahre später, im Jahr 1971, folgte die zweite Verfilmung. Unter der Regie von Atıf Yılmaz übernahm Türkan Şoray die Rolle der Hürmüz. 1980 entstand eine TV-Serie mit Ayten Gökçer als Hürmüz. Die Filmkomödie mit dem Titel 7 Kocalı Hürmüz (im deutschsprachigen Raum: 7 Ehemänner für Hürmüz) kam 2009 in die Kinos. Hürmüz wurde von der Schauspielerin Nurgül Yeşilçay verkörpert, die Regie führte Ezel Akay.